# Lamar County, Georgia
Lamar County är ett administrativt område i delstaten Georgia, USA, med 18 317 invånare. Den administrativa huvudorten (county seat) är Barnesville. Countyt har fått sitt namn efter politikern och juristen Lucius Quintus Cincinnatus Lamar.

## Geografi
Enligt United States Census Bureau så har countyt en total area på 481 km². 478 km² av den arean är land och 3 km² är vatten.

### Angränsande countyn
- Butts County - nordost
- Monroe County - öst
- Upson County - sydväst
- Pike County - väst
- Spalding County - nordväst